# إيفان نيل
إيفان نيل (بالإنجليزية: Ivan Neill)‏ هو مهندس وسياسي بريطاني، ولد في 1 يوليو 1906 في بلفاست في المملكة المتحدة، وتوفي بنفس المكان في 7 نوفمبر 2001. حزبياً، نشط في حزب ألستر الوحدوي. وقد انتخب عضو برلمان أيرلندا الشمالية.